# شهرستان نینگوو
شهرستان نینگوو (به لاتین: Ningwu County) یک منطقهٔ مسکونی در چین است که در شینجو واقع شده‌است.